# Nitrur
En química, un nitrur o aziür és un compost de nitrogen amb un element menys electronegatiu, en què el nitrogen té un estat d'oxidació de -3. Noteu que hi ha excepcions a aquesta convenció de designació: els nitrurs d'hidrogen, NH3  i carboni, (CN)₂, s'anomenen amoníac i cianogen, respectivament, i els nitrurs de brom i iode són anomenats tribromur de nitrogen i triiodur de nitrogen, respectivament. Noteu que el nitrogen també forma els pernitrurs, que contenen l'anió N₂2  -  i les azides, que contenen N₃-.
L'afinitat electrònica del nitrogen és una de les més altes, superada només per la del fluor i l'oxigen. Això significa que els nitrurs són un grup gran de compostos, que tenen un rang ampli de propietats i aplicacions:
- Materials refractaris
- Lubricants, per exemple, el nitrur de bor hexagonal, BN
- Materials de tall, per exemple nitrur de silici, Si₃N₄
- Aïllants, per exemple nitrur de bor, BN, nitrur de silici, Si₃N₄
- Semiconductors, com el nitrur de gal·li, GaN
- Revestiments metàl·lics, com el nitrur de titani, TiN
- Magatzem d'hidrogen, com el nitrur de liti, Li₃N

La classificació d'un grup tan variat de compostos és necessàriament arbitrària. La classificació següent es basa en la seva estructura:
- Salines, com ara nitrur de liti, Li₃N, nitrur de beril·li, Be₃N₂
- Covalents
  - Estructures tridimensionals, com el nitrur de fòsfor, P₃N₅, nitrur de bor, BN
  - Adamantina, com el nitrur de gal·li, GaN
  - Molecular ("volàtil"), com el tetranitrur de tetrasofre, S₄N₄
- Intersticial, com el nitrur de titani, TiN
- Intermèdia, com el nitrur de ferro, Fe₂N

## Ió nitrur
El ió nitrur és N3 - (un àtom de nitrogen amb un excés de tres electrons). Els electrons excedents li donen a l'àtom de nitrogen una capa tancada de gas noble. El ió nitrur és isoelectrònic amb l'anió òxid, O2 -, i l'anió fluorur, F-, i té un radi iònic estimat de 140 pm. El ió nitrur és un fort lligant, donant -p, més fort que l'O2 -. Forma complexos nitro que tenen una longitud d'enllaç metall-nitrogen petita, i n'indiquen un enllaç múltiple.